# Isoperla nanchana
Isoperla nanchana is een steenvlieg uit de familie Perlodidae. De wetenschappelijke naam van de soort is voor het eerst geldig gepubliceerd in 1922 door Navás.